# Aurélie Revillet
Aurélie Revillet (ur. 13 lutego 1986 w La Bâthie) – francuska narciarka alpejska, specjalizująca się w konkurencjach szybkościowych.

## Kariera
Po raz pierwszy na arenie międzynarodowej pojawiła się 11 grudnia 2001 roku w Sestriere, gdzie w zawodach juniorskich zajęła 18. miejsce w slalomie. W 2005 roku wystartowała na mistrzostwach świata juniorów w Bardonecchii, zajmując czwarte miejsce w zjeździe, 45. w supergigancie i 47. w gigancie. Na rozgrywanych rok później mistrzostwach świata juniorów w Quebecu zdobyła brązowy medal w zjeździe.
W zawodach Pucharu Świata zadebiutowała 19 grudnia 2006 roku w Val d’Isère, gdzie zajęła 51. miejsce w zjeździe. Pierwsze pucharowe punkty wywalczyła 2 marca 2007 roku w Tarvisio, zajmując 29. miejsce w superkombinacji. Nigdy nie stanęła na podium zawodów tego cyklu; najwyższą lokatę wywalczyła 21 lutego 2009 roku w Tarvisio, kończąc zjazd na piątej pozycji. W sezonie 2009/2010 zajęła 51. miejsce w klasyfikacji generalnej.
Wystartowała na igrzyskach olimpijskich w Vancouver w 2010 roku, zajmując 17. miejsce w zjeździe i 22. w supergigancie. Na rozgrywanych rok wcześniej mistrzostwach świata w Val d’Isère w zjeździe zajęła 12. pozycję, a w supergigancie zajęła 24. miejsce. Ponadto podczas mistrzostw świata w Garmisch-Partenkirchen w 2011 roku zajęła 26. miejsce.
W 2012 roku zakończyła karierę.

## Osiągnięcia

### Igrzyska olimpijskie
| Miejsce | Dzień     | Rok  | Miejscowość | Konkurencja | Czas biegu | Strata | Zwyciężczyni       |
| ------- | --------- | ---- | ----------- | ----------- | ---------- | ------ | ------------------ |
| 17.     | 17 lutego | 2010 | Vancouver   | Zjazd       | 1:46,26    | +3,73  | Lindsey Vonn       |
| 22.     | 20 lutego | 2010 | Vancouver   | Supergigant | 1:21,46    | +3,94  | Andrea Fischbacher |

### Mistrzostwa świata
| Miejsce | Dzień     | Rok  | Miejscowość | Konkurencja     | Czas biegu | Strata | Zwyciężczyni    |
| ------- | --------- | ---- | ----------- | --------------- | ---------- | ------ | --------------- |
| 24.     | 3 lutego  | 2009 | Val d’Isère | Supergigant     | 1:20,73    | +5,55  | Lindsey Vonn    |
| 12.     | 9 lutego  | 2009 | Val d’Isère | Zjazd           | 1:30,31    | +2,32  | Lindsey Vonn    |
| DNS2    | 11 lutego | 2011 | Ga-Pa       | Superkombinacja | 1:23,82    | -      | Anna Fenninger  |
| 26.     | 13 lutego | 2011 | Ga-Pa       | Zjazd           | 1:47,24    | +3,70  | Elisabeth Görgl |

### Mistrzostwa świata juniorów
| Miejsce | Dzień     | Rok  | Miejscowość  | Konkurencja | Czas biegu | Strata | Zwyciężczyni         |
| ------- | --------- | ---- | ------------ | ----------- | ---------- | ------ | -------------------- |
| 4.      | 23 lutego | 2005 | Bardonecchia | Zjazd       | 1:28,84    | +1,33  | Nadia Fanchini       |
| 45.     | 24 lutego | 2005 | Bardonecchia | Supergigant | 1:26,81    | +2,47  | Andrea Fischbacher   |
| 47.     | 26 lutego | 2005 | Bardonecchia | Gigant      | 2:21,34    | +6,88  | Nadia Fanchini       |
| 3.      | 3 marca   | 2006 | Québec       | Zjazd       | 1:13,51    | +0,67  | Marianne Abderhalden |
| DNF     | 5 marca   | 2006 | Québec       | Supergigant | 1:10,96    | -      | Anna Fenninger       |

### Puchar Świata

#### Miejsca w klasyfikacji generalnej
- sezon 2006/2007: 125.
- sezon 2007/2008: 67.
- sezon 2008/2009: 52.
- sezon 2009/2010: 51.
- sezon 2010/2011: 68.
- sezon 2011/2012: 65.

#### Miejsca na podium w zawodach
Revillet nigdy nie stanęła na podium zawodów PŚ.